# Jan Gerritsepolder
De Jan Gerritsepolder is een gebied gelegen aan de Oude Maas bij Barendrecht in de Nederlandse provincie Zuid-Holland. 
Het is een voormalige landbouwpolder waarin door Rijkswaterstaat een bouwdok werd aangelegd voor het bouwen van tunnelonderdelen van de Heinenoordtunnel. De polder is ook jarenlang gebruikt als stortplaats voor verontreinigd slib uit de Rotterdamse haven en grond die vrij kwam bij de tunnelbouw. Dit materiaal is afgedekt met schone grond en het geheel is ingericht als natuur- en recreatiegebied.
Er zijn grasvelden aangelegd, er is bos aangeplant en er zijn wandel- en fietspaden gekomen langs de rivier. In de polder is ook een uitzichtheuvel, de Jan Gerritseheuvel of Gaatkensbult genoemd, gemaakt met grond die vrijkwam bij het graven van de Gaatkens Plas.
Het gebied is in trek bij vogelaars die er soms bijzondere waarnemingen doen. Het bouwdok maakt geen deel uit van het recreatiegebied, het blijft ter beschikking van Rijkswaterstaat. De Jan Gerritsepolder is in beheer bij het Natuur-en Recreatieschap IJsselmonde.